# Соне Арасуке
Віконт Соне Арасуке (яп. 曾禰 荒助) був японським політиком, дипломатом, міністром кабінету міністрів і другим японським Резидентом-Генералом Кореї.

## Біографія
Соне народився в провінції Наґато в домені Тьосю (сучасна префектура Ямаґуті), його прийомний батько був самураєм з Хаґі. Він воював на боці імператора у війні Босін.
Після реставрації Мейдзі, Соне був відправлений на навчання до Франції, а після повернення до Японії служив у військовому міністерстві. Пізніше він обіймав посади директора Кабінету газетного бюро, секретаря Кабінетного законодавчого бюро та інші посади, а в 1890 році став першим головним секретарем Палати представників першої сесії Парламенту Японії.
Соне був обраний до Палати представників на загальних виборах у Японії 1892 року і того ж року став віце-спікером Палати. У 1893 році він став послом Японії у Франції і вів переговори про перегляд нерівноправних договорів між Францією та Японією.
Він послідовно обіймав низку посад в уряді: Міністр юстиції в третьому уряді Іто, міністр сільського господарства і торгівлі в другому уряді Ямагати та міністр фінансів в першому уряді Кацура й інші посади.
Під час російсько-японської війни за допомогою Такахасі Корекійо та інших він домігся отримання іноземних кредитів, необхідних для фінансування військових витрат. У 1900 році імператор Мейдзі призначив його членом Палати перів. У 1902 році він став бароном (даншаку) за системою перів кадзоку. У 1906 році він став таємним радником, а наступного року отримав статус віконта (шишаку).
У 1907 році Соне був призначений заступником генерального резидента японської адміністрації в Кореї, а в 1909 році - генеральним резидентом Кореї, замінивши на цій посаді Іто Хіробумі. Однією з його головних справ у Кореї було встановлення телефонної мережі по всьому півострову, яка з'єднала урядові офіси, поліцейські дільниці та військові об'єкти по всій Кореї. Соне виступав проти японської анексії Кореї, але був змушений піти у відставку у травні 1910 року через хворобу і помер через кілька місяців.